# BNP Paribas Masters
BNP Paribas Masters är en tennisturnering för herrar som spelas årligen i Paris, Frankrike. Den spelas inomhus i Palais Omnisports de Paris-Bercy. Tävlingen är en del av Masters 1000 på ATP-touren. Många människor anser att Paris Masters är världens mest prestigefyllda inomhusturnering. Tävlingen brukar vara den sista turneringen på touren före säsongsavslutningen ATP World Tour Finals. Dess kommersiella namn är numera Rolex Paris Masters.
Sponsrade namn
- BNP Paribas Masters (2003–2016)
- Rolex Paris Masters (2017–)

## Resultat

### Singel
Sedan 1972:
| År      | Mästare            | Finalist            | Resultat                |
| ------- | ------------------ | ------------------- | ----------------------- |
| 2020    | Daniil Medvedev    | Alexander Zverev    | 5–7, 6–4, 6–1           |
| 2019    | Novak Djokovic (5) | Denis Shapovalov    | 6–3, 6–4                |
| 2018    | Karen Khachanov    | Novak Djokovic      | 7–5, 6–4                |
| 2017    | Jack Sock          | Filip Krajinović    | 5–7, 6–4, 6–1           |
| 2016    | Andy Murray        | John Isner          | 6–3, 6–7(4–7), 6–4      |
| 2015    | Novak Djokovic (4) | Andy Murray         | 6–2, 6–4                |
| 2014    | Novak Djokovic (3) | Milos Raonic        | 6–2, 6–3                |
| 2013    | Novak Djokovic (2) | David Ferrer        | 7–5, 7–5                |
| 2012    | David Ferrer       | Jerzy Janowicz      | 6-4, 6-3                |
| 2011    | Roger Federer      | Jo-Wilfried Tsonga  | 6-3, 6–7(6), 6-3        |
| 2010    | Robin Söderling    | Gaël Monfils        | 6–1, 7–6                |
| 2009    | Novak Đoković      | Gaël Monfils        | 6–2, 5–7, 7–6(3)        |
| 2008    | Jo-Wilfried Tsonga | David Nalbandian    | 6–3, 4–6, 6–4           |
| 2007    | David Nalbandian   | Rafael Nadal        | 6-4, 6-0                |
| 2006    | Nikolaj Davydenko  | Dominik Hrbatý      | 6-1, 6-2, 6-2           |
| 2005    | Tomáš Berdych      | Ivan Ljubičić       | 6-3, 6-4, 3-6, 4-6, 6-4 |
| 2004    | Marat Safin        | Radek Štěpánek      | 6-3, 7-6, 6-3           |
| 2003    | Tim Henman         | Andrei Pavel        | 6-2, 7-6, 7-6           |
| 2002    | Marat Safin        | Lleyton Hewitt      | 7-6, 6-0, 6-4           |
| 2001    | Sébastien Grosjean | Jevgenij Kafelnikov | 7-6, 6-1, 6-7, 6-4      |
| 2000    | Marat Safin        | Mark Philippoussis  | 3-6, 7-6, 6-4, 3-6, 7-6 |
| 1999    | Andre Agassi       | Marat Safin         | 7-6, 6-2, 4-6, 6-4      |
| 1998    | Greg Rusedski      | Pete Sampras        | 6-4, 7-6, 6-3           |
| 1997    | Pete Sampras       | Jonas Björkman      | 6-3, 4-6, 6-3, 6-1      |
| 1996    | Thomas Enqvist     | Jevgenij Kafelnikov | 6-2, 6-4, 7-5           |
| 1995    | Pete Sampras       | Boris Becker        | 7-6, 6-4, 6-4           |
| 1994    | Andre Agassi       | Marc Rosset         | 6-3, 6-3, 4-6, 7-5      |
| 1993    | Goran Ivanišević   | Andrij Medvedev     | 6-4, 6-2, 7-6           |
| 1992    | Boris Becker       | Guy Forget          | 7-6, 6-3, 3-6, 6-3      |
| 1991    | Guy Forget         | Pete Sampras        | 7-6, 4-6, 5-7, 6-4, 6-4 |
| 1990    | Stefan Edberg      | Boris Becker        | 3-3 Ret.                |
| 1989    | Boris Becker       | Stefan Edberg       | 6-4, 6-3, 6-3           |
| 1988    | Amos Mansdorf      | Brad Gilbert        | 6-3, 6-2, 6-3           |
| 1987    | Tim Mayotte        | Brad Gilbert        | 2-6, 6-3, 7-5, 6-7, 6-3 |
| 1986    | Boris Becker       | Sergio Casal        | 6-4, 6-3, 7-6           |
| 1983-85 | spelades inte      | spelades inte       | spelades inte           |
| 1982    | Wojtek Fibak       | Bill Scanlon        | 6-2, 6-2, 6-2           |
| 1981    | Mark Vines         | Pascal Portes       | 6-2, 6-4, 6-3           |
| 1980    | Brian Gottfried    | Adriano Panatta     | 4-6, 6-3, 6-1, 7-6      |
| 1979    | Harold Solomon     | Corrado Barazzutti  | 6-3, 2-6, 6-3, 6-4      |
| 1978    | Robert Lutz        | Tom Gullikson       | 6-2, 6-2, 7-6           |
| 1977    | Corrado Barazzutti | Brian Gottfried     | 7-6, 7-6, 6-7, 3-6, 6-4 |
| 1976    | Eddie Dibbs        | Jaime Fillol        | 5-7, 6-4, 6-4, 7-6      |
| 1975    | Tom Okker          | Arthur Ashe         | 6-3, 2-6, 6-3, 3-6, 6-4 |
| 1974    | Brian Gottfried    | Eddie Dibbs         | 6-3, 5-7, 8-6, 6-0      |
| 1973    | Ilie Năstase       | Stan Smith          | 4-6, 6-1, 3-6, 6-0, 6-2 |
| 1972    | Stan Smith         | Andrés Gimeno       | 6-2, 6-2, 7-5           |

### Dubbel
Sedan 1972:
| År      | Mästare                               | Finalister                             | Resultat                   |
| ------- | ------------------------------------- | -------------------------------------- | -------------------------- |
| 2020    | Félix Auger-Aliassime Hubert Hurkacz  | Mate Pavić Bruno Soares                | 6–7(3–7), 7–6(9–7), [10–2] |
| 2019    | Pierre-Hugues Herbert Nicolas Mahut   | Karen Khachanov Andrej Rubljov         | 6–4, 6–1                   |
| 2018    | Marcel Granollers Rajeev Ram          | Jean-Julien Rojer Horia Tecău          | 6–4, 6–4                   |
| 2017    | Łukasz Kubot Marcelo Melo (2)         | Ivan Dodig Marcel Granollers           | 7–6(7–3), 3–6, [10–6]      |
| 2016    | Henri Kontinen John Peers             | Pierre-Hugues Herbert Nicolas Mahut    | 6–4, 3–6, [10–6]           |
| 2015    | Ivan Dodig Marcelo Melo               | Vasek Pospisil Jack Sock               | 2–6, 6–3, [10–5]           |
| 2014    | Bob Bryan (4) Mike Bryan (4)          | Marcin Matkowski Jürgen Melzer         | 7–6(7–5), 5–7, [10–6]      |
| 2013    | Bob Bryan (3) Mike Bryan (3)          | Alexander Peya Bruno Soares            | 6–3, 6–3                   |
| 2012    | Mahesh Bhupathi (3) Rohan Bopanna (2) | Aisam-ul-Haq Qureshi Jean-Julien Rojer | 7–6(8–6), 6–3              |
| 2011    | Rohan Bopanna Aisam-ul-Haq Qureshi    | Julien Benneteau Nicolas Mahut         | 6–2, 6–4                   |
| 2010    | Mahesh Bhupathi (2) Max Mirnyi (2)    | Mark Knowles Andy Ram                  | 7–5, 7–5                   |
| 2009    | Daniel Nestor / Nenad Zimonjić        | Marcel Granollers / Tommy Robredo      | 6-3, 6-4                   |
| 2008    | Jonas Björkman / Kevin Ullyett        | Jeff Coetzee / Wesley Moodie           | 6-2, 6-2                   |
| 2007    | Bob Bryan / Mike Bryan                | Daniel Nestor / Nenad Zimonjić         | 6-3, 7-6(3)                |
| 2006    | Arnaud Clément / Michaël Llodra       | Fabrice Santoro / Nenad Zimonjić       | 7-6(4), 6-2                |
| 2005    | Bob Bryan / Mike Bryan                | Mark Knowles / Daniel Nestor           | 6-4, 6-7(3), 6-4           |
| 2004    | Jonas Björkman / Todd Woodbridge      | Wayne Black / Kevin Ullyett            | 6-3, 6-4                   |
| 2003    | Wayne Arthurs / Paul Hanley           | Michaël Llodra / Fabrice Santoro       | 6-3, 1-6, 6-3              |
| 2002    | Nicolas Escudé / Fabrice Santoro      | Gustavo Kuerten / Cédric Pioline       | 6-3, 6-3                   |
| 2001    | Ellis Ferreira / Rick Leach           | Mahesh Bhupathi / Leander Paes         | 5-7, 7-6(2), 6-4           |
| 2000    | Nicklas Kulti / Max Mirnyj            | Paul Haarhuis / Daniel Nestor          | 7-6(6), 7-5                |
| 1999    | Sébastien Lareau / Alex O'Brien       | Paul Haarhuis / Jared Palmer           | 6-1, 6-3                   |
| 1998    | Mahesh Bhupathi / Leander Paes        | Jacco Eltingh / Paul Haarhuis          | 7-6, 7-6                   |
| 1997    | Jacco Eltingh / Paul Haarhuis         | Rick Leach / Jonathan Stark            | 6-2, 6-4                   |
| 1996    | Jacco Eltingh / Paul Haarhuis         | Jevgenij Kafelnikov / Daniel Vacek     | 6-2, 6-4                   |
| 1995    | Grant Connell / Patrick Galbraith     | Jim Grabb / Todd Martin                | 6-3, 7-6                   |
| 1994    | Jacco Eltingh / Paul Haarhuis         | Byron Black / Jonathan Stark           | 6-4, 6-3                   |
| 1993    | Byron Black / Jonathan Stark          | Tom Nijssen / Cyril Suk                | 7-6, 6-4                   |
| 1992    | John McEnroe / Patrick McEnroe        | Patrick Galbraith / Danie Visser       | 7-6, 6-3                   |
| 1991    | John Fitzgerald / Anders Järryd       | Kelly Jones / Rick Leach               | 7-6, 6-4                   |
| 1990    | Scott Davis / David Pate              | Darren Cahill / Mark Kratzmann         | 7-6, 7-6                   |
| 1989    | John Fitzgerald / Anders Järryd       | Jakob Hlasek / Eric Winogradsky        | 7-6, 6-4                   |
| 1988    | Paul Annacone / John Fitzgerald       | Jim Grabb / Christo van Rensburg       | 6-2, 6-2                   |
| 1987    | Jakob Hlasek / Claudio Mezzadri       | Scott Davis / David Pate               | 7-6, 6-2                   |
| 1986    | Peter Fleming / John McEnroe          | Mansour Bahrami / Diego Pérez          | 6-3, 6-2                   |
| 1983-85 | spelades inte                         | spelades inte                          | spelades inte              |
| 1982    | Brian Gottfried / Bruce Manson        | Jay Lapidus / Richard Meyer            | 6-4, 6-2                   |
| 1981    | Ilie Năstase / Yannick Noah           | Andrew Jarrett / Jonathan Smith        | 6-4, 6-4                   |
| 1980    | Paolo Bertolucci / Adriano Panatta    | Brian Gottfried / Raymond Moore        | 6-4, 6-4                   |
| 1979    | Jean-Louis Haillet / Gilles Moretton  | John Lloyd / Tony Lloyd                | 7-6, 7-6                   |
| 1978    | Bruce Manson / Andrew Pattison        | Ion Ţiriac / Guillermo Vilas           | 7-6, 6-2                   |
| 1977    | Brian Gottfried / Raúl Ramírez        | Jeff Borowiak / Roger Taylor           | 6-2, 6-0                   |
| 1976    | Tom Okker / Marty Riessen             | Fred McNair / Sherwood Stewart         | 6-2, 6-2                   |
| 1975    | Wojtek Fibak / Karl Meiler            | Ilie Năstase / Tom Okker               | 6-3, 9-8                   |
| 1974    | Patrice Dominguez / François Jauffret | Brian Gottfried / Raúl Ramírez         | 7-5, 6-4                   |
| 1973    | Juan Gisbert / Ilie Năstase           | Arthur Ashe / Roscoe Tanner            | 6-3, 6-4                   |
| 1972    | Pierre Barthès / François Jauffret    | Andrés Gimeno / Juan Gisbert           | 6-7, 6-2, 6-3              |

## Mesta segrare

### Singel
- 5 titlar:
  - Novak Djokovic (Serbien): 2009, 2013, 2014, 2015, 2019

- 3 titlar:
  - Boris Becker (Tyskland): 1986, 1989, 1992
  - Marat Safin (Ryssland): 2000, 2002, 2004

- 2 titlar:
  - Andre Agassi (USA): 1994, 1999
  - Brian Gottfried (USA): 1974, 1980
  - Pete Sampras (USA): 1995, 1997
  - Stan Smith (USA): 1971, 1972
  - Tom Okker (Nederländerna): 1969, 1975

### Dubbel
- 4 titlar:
  - Bob Bryan (USA): 2005, 2007, 2013, 2014
  - Mike Bryan (USA): 2005, 2007, 2013, 2014

- 3 titlar:
  - Jacco Eltingh (Nederländerna): 1994, 1996, 1997
  - John Fitzgerald (Australien): 1988, 1989, 1991
  - Mahesh Bhupathi (Indien): 1998, 2010, 2012
  - Paul Haarhuis (Nederländerna): 1994, 1996, 1997

- 2 titlar:
  - Anders Järryd (Sverige): 1989, 1991
  - Brian Gottfried (USA): 1977, 1982
  - Bruce Manson (USA): 1978, 1982
  - François Jauffret (Frankrike): 1972, 1974
  - John McEnroe (USA): 1986, 1992
  - Jonas Björkman (Sverige): 2004, 2008
  - Marcelo Melo (Brasilien): 2015, 2017
  - Max Mirnyj (Belarus): 2000, 2010
  - Rohan Bopanna (Indien): 2011, 2012